# Armășeni (gmina Bunești-Averești)
Armășeni – wieś w Rumunii, w okręgu Vaslui, w gminie Bunești-Averești. W 2011 roku liczyła 178 mieszkańców.